# Garfield, Kansas
Garfield là một thành phố thuộc quận Pawnee, tiểu bang Kansas, Hoa Kỳ. Năm 2010, dân số của xã này là 190 người.

## Dân số
Dân số các năm:
- Năm 2000: 198 người
- Năm 2010: 190 người